# NGC 402
NGC 402 је појединачна звезда у сазвежђу Рибе која се налази на NGC листи објеката дубоког неба.
Деклинација објекта је + 32° 48' 21" а ректасцензија 1h 9m 13,4s. Привидна величина (магнитуда) објекта NGC 402 износи 13,6.